# Teater V
Teater V er et producerende professionelt teater i Valby i København.
Teater V blev stiftet i 2005 af skuespiller, dramatiker og instruktør Pelle Koppel og blev i 2009 Lille Storbyteater, som modtager støtte fra Københavns Kommune. Det er foreløbig er forlænget frem til og med 2023.
Teater V producerer nyt dansk samtidsteater for børn, unge, voksne. Teatret huser også gæstespil.
I 2020 åbnede Teater V danmarks første online scenerum Future V, hvor der spilles teater, der er skabt til at være online under navnet DigiDrama.